# Аспарухово (Варненська область)
Аспару́хово (болг. Аспарухово) — село у Варненській області Болгарії. Входить до складу общини Дилгопол.

## Населення
За даними перепису населення 2011 року у селі проживали 634 особи.
Національний склад населення села:
| Національність   | Кількість осіб | Відсоток |
| ---------------- | -------------- | -------- |
| болгари          | 604            | 96,3 %   |
| турки            | 23             | 3,7 %    |
| цигани           | 0              | 0 %      |
| інша             | 0              | 0 %      |
| не визначились   | 0              | 0 %      |
| Всього відповіли | 627            |          |

Розподіл населення за віком у 2011 році:
Динаміка населення: